# بريان وودورد
بريان وودورد (بالإنجليزية: Bryan Woodward)‏ هو منافس ألعاب قوى أمريكي، ولد في 3 أغسطس 1974.

## وصلات خارجية
- بريان وودورد على موقع الاتحاد الدولي لألعاب القوى (الإنجليزية)
- بريان وودورد على موقع أوليمبيديا (الإنجليزية)